# Весенняя (платформа МЖД)
Весе́нняя — остановочный пункт Курского направления Московской железной дороги расположенный в посёлке Железнодорожный городского округа Подольск Московской области, неподалёку от посёлка Леспроект и микрорайона Климовск города Подольск. Платформа открыта в 1951 году.
Две боковые пассажирские платформы. Ранее носил название 48 км. Время следования электропоезда до Курского вокзала — 1 час 13 минут, расстояние — 48 километров.
Платформа оборудована турникетами.
До 2009 года платформа этого остановочного пункта для посадки в сторону Серпухова была конечной для некоторых электропоездов, следовавших рейсами Москва-Каланчёвская — Гривно и Дедовск — Гривно. Далее затем резервом эти электропоезда доезжали до станции Гривно без пассажиров, где для них временная стоянка оборота осуществлялась на одном из подъездных путей, расположенных вплотную со станцией Гривно на ближайшем подъездном пути, расположенном к западу от главных путей.
В 2019 году платформа вошла в состав зоны «Дальняя» линии МЦД-2 (в сторону от станции Подольск).
В 2022 году на территории платформы были установлены две камеры видеонаблюдения с функцией распознавания лиц. Согласно заявлениям Министерства транспорта и дорожной инфраструктуры Московской области, камеры были установлены с целью борьбы с нарушениями правил перехода через железнодорожные пути. 
- Электропоезд ЭД2Т на платформе. Январь 2008 года
- Павильон с кассой на платформе на Москву. 2012 год